# Перегрупування Керолла
Перегрупування Керолла (рос. перегруппировка Кэрролла, англ. Carroll rearrangement) — утворення γ,δ-ненасичених кетонів термічною конденсацією (160—190 ºС) β,γ-ненасичених спиртів з естерами β-кетокислот у присутності лужних агентів (пр., AlkONa, KOH, CH3COONa).